# Купвил (Вашингтон)
Купвил (енгл. Coupeville) град је у америчкој савезној држави Вашингтон. По попису становништва из 2010. у њему је живело 1.831 становника.

## Демографија
Према попису становништва из 2010. у граду је живело 1.831 становника, што је 108 (6,3%) становника више него 2000. године.
| Група             | 2000.         | 2010.         |
| Белци             | 1.512 (87,8%) | 1.523 (83,2%) |
| Афроамериканци    | 27 (1,6%)     | 29 (1,6%)     |
| Азијати           | 37 (2,1%)     | 34 (1,9%)     |
| Хиспаноамериканци | 92 (5,3%)     | 165 (9,0%)    |
| Укупно            | 1.723         | 1.831         |